# 5541 Seimei
5541 Seimei (1976 UH16) là một tiểu hành tinh vành đai chính được phát hiện ngày 22 tháng 10 năm 1976 bởi Kosai và Hurukawa ở Đài thiên văn Kiso.